# تیراندازی با کمان در المپیک تابستانی ۱۹۷۲
تیراندازی با کمان در بازی‌های المپیک تابستانی ۱۹۷۲ نام رویداد ورزش تیراندازی با کمان در بازی‌های المپیک تابستانی بود که در سال ۱۹۷۲ برگزار شد.

## جدول مدال‌ها
| رتبه  | کشور                      | طلا | نقره | برنز | مجموع |
| ۱     | ایالات متحده آمریکا (USA) | ۲   | ۰    | ۰    | ۲     |
| ۲     | لهستان (POL)              | ۰   | ۱    | ۰    | ۱     |
| ۲     | سوئد (SWE)                | ۰   | ۱    | ۰    | ۱     |
| ۴     | فنلاند (FIN)              | ۰   | ۰    | ۱    | ۱     |
| ۴     | اتحاد شوروی (URS)         | ۰   | ۰    | ۱    | ۱     |
| مجموع | مجموع                     | ۲   | ۲    | ۲    | ۶     |

## کشورهای شرکت کننده
| ملیت                | مردان انفرادی | زنان انفرادی | مجموع |
| ------------------- | ------------- | ------------ | ----- |
| استرالیا            | ۲             | ۱            | ۳     |
| بلژیک               | ۳             | ۰            | ۳     |
| کانادا              | ۳             | ۳            | ۶     |
| دانمارک             | ۲             | ۲            | ۴     |
| فنلاند              | ۳             | ۰            | ۳     |
| فرانسه              | ۳             | ۲            | ۵     |
| بریتانیای کبیر      | ۳             | ۳            | ۶     |
| مجارستان            | ۱             | ۱            | ۲     |
| اندونزی             | ۰             | ۱            | ۱     |
| ایتالیا             | ۳             | ۰            | ۳     |
| ژاپن                | ۳             | ۱            | ۴     |
| لوکزامبورگ          | ۱             | ۱            | ۲     |
| مکزیک               | ۳             | ۳            | ۶     |
| مغولستان            | ۱             | ۲            | ۳     |
| نیوزیلند            | ۱             | ۰            | ۱     |
| نروژ                | ۳             | ۱            | ۴     |
| فیلیپین             | ۳             | ۰            | ۳     |
| لهستان              | ۱             | ۳            | ۴     |
| پورتوریکو           | ۱             | ۰            | ۱     |
| چین                 | ۰             | ۱            | ۱     |
| کره جنوبی           | ۰             | ۳            | ۳     |
| اتحاد شوروی         | ۳             | ۳            | ۶     |
| اسپانیا             | ۱             | ۱            | ۲     |
| سوئد                | ۳             | ۲            | ۵     |
| سوئیس               | ۳             | ۱            | ۴     |
| ایالات متحده آمریکا | ۳             | ۳            | ۶     |
| آلمان غربی          | ۲             | ۲            | ۴     |
| مجموع ورزشکاران     | ۵۵            | ۴۰           | ۹۵    |
| Total NOCs          | ۲۴            | ۲۱           | ۲۷    |